# Anton Herzinger
Anton Herzinger (1796 – 1868) császári és királyi altábornagy.
Anton Herzinger 1813-ban kezdte meg katonai szolgálatát a 32.gyalogezredben hadfiként, de még ebben az évben zászlóssá nevezték ki. 1815-ben alhadnaggyá léptették elő. 1821-ben részt vett a Piemont elleni katonai akcióban, 1828-ban már főhadnagy. A békeszolgálatban szépen haladt előre a ranglétrán: 1831-ben százados a 25. gyalogezrednél, 1837-ben őrnagy a 2. gyalogezrednél, 1841-ben alezredes a 26. gyalogezrednél. 1844-ben a 42. gyalogezred ezredese lett.
1848 novemberében megkapta vezérőrnagyi kinevezését. A téli hadjáratban a Bécsben és környékén elhelyezkedő császári tartalék egyik dandárjának parancsnoka. 1849 tavaszán dandárparancsnok Ludwig von Wohlgemuth altábornagy IV. hadtestében, Nagysallónál (április 19.) kitűnt kezdeményezőkészségével, mert az ágyúszót meghallva azonnal elindult a csatatér felé, és váratlan támadásával komoly zavart okozott a magyar jobbszárnyon, a honvédsereg túlereje azonban rövidesen visszavonulásra kényszerítette. A nyári hadjáratban a IV. (tartalék) hadtest gránátos hadosztályának parancsnoka. Tulajdonképpen a hadsereg elitje került a keze alá, amelyre a harcok oroszlánrésze hárult a hadműveletek során. Jól megállta a helyét a Vág-menti harcokban. Július 11-én Komáromnál hadosztálya a magyar támadás fő irányába kerül, és nem bírva Leiningen-Westerburg Károly III. hadtestének a nyomását megfutamodott, de sikerült rendeznie a sorokat. Temesvárnál a IV. hadtest élhadosztályaként döntő szerepet játszott a magyar jobbszárny szétverésében, és így a csata eldöntésében. Érdemeiért 1850-ben altábornaggyá léptették elő és bárói rangra emelték.